# Johanna Charlotta Lagerqvist
Johanna Charlotta Lagerqvist, född Asplund 19 oktober 1825 i Hedvig Eleonora församling, Stockholms stad, död 23 februari 1902 i Adolf Fredriks församling, Stockholms stad, var en svensk skådespelare.

## Biografi
Johanna Charlotta Lagerqvist var elev vid Kungliga Baletten 1837–1839 och vid Dramatens elevskola 1839–1842. Hon var engagerad vid Djurgårdsteatern 1842–1854, Mindre teatern 1854–1857, Dramaten 1857–1858 och Mindre teatern 1858–1863. Hon var gift från 1846 med skådespelaren Karl Fredrik Lagerqvist.
Bland hennes roller nämns Regina v. Emmeritz, Amalia i »Röfvarbandet», Elmire i »Tartuffe», Mor Barbeaud i »Syrsan», Abbedissan i »Dagen gryr» o. Fru Vigneux i »Många vänner, litet vänskap».